# Ansei-Erdbeben

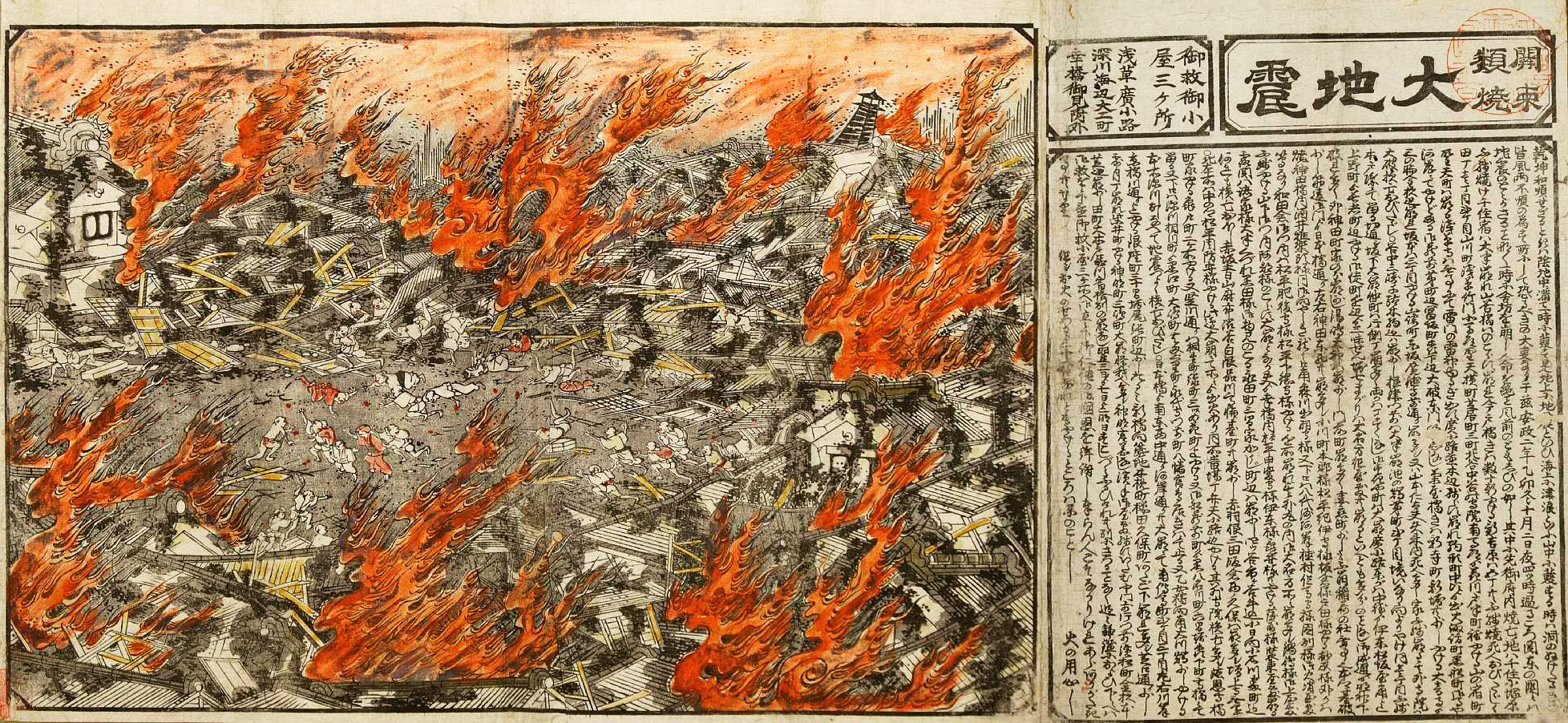
Ansei-Erdbeben

Intensitätsverteilung

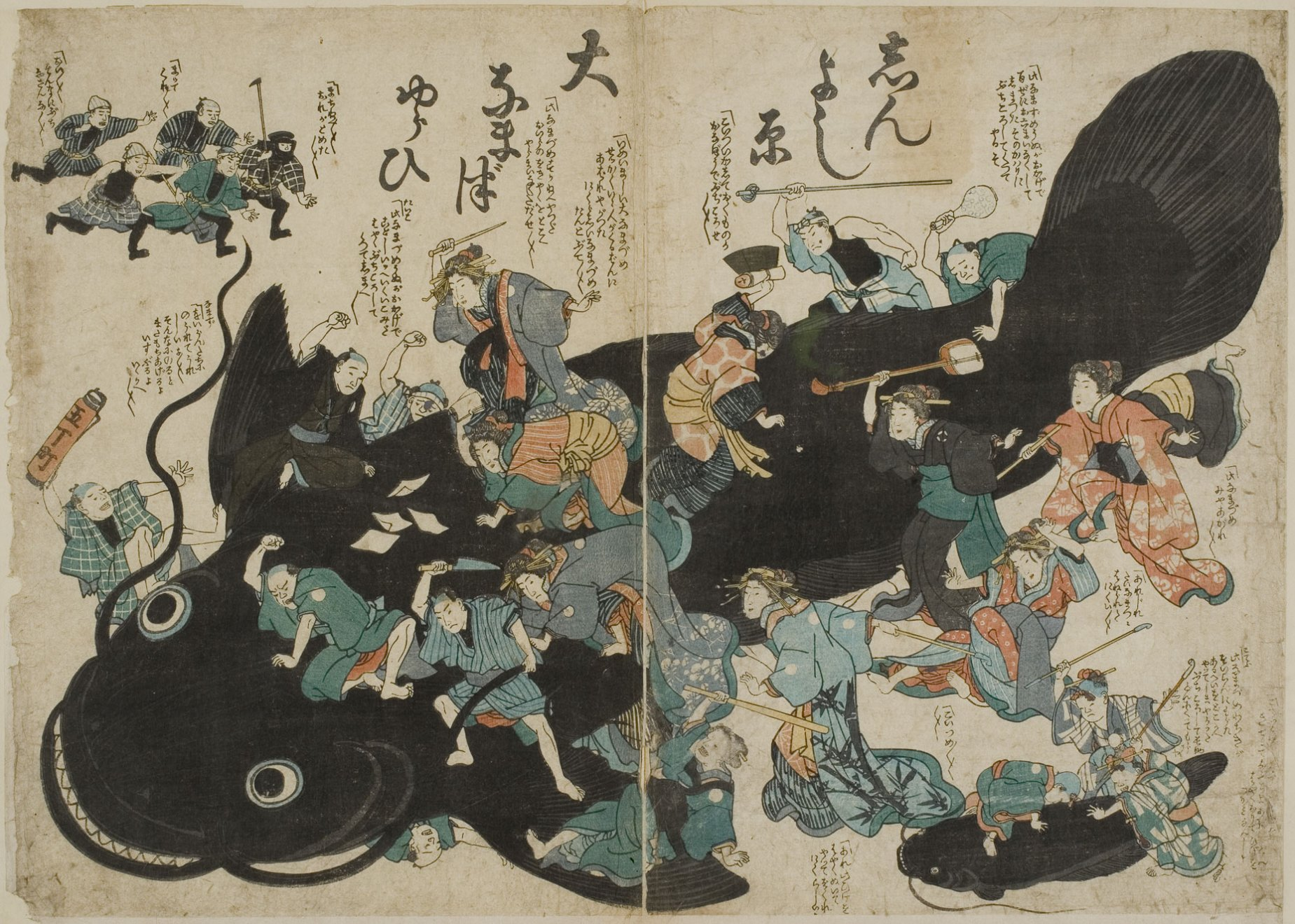
Namazu-e

Die Ansei-Erdbeben (安政の大地震) waren eine große Anzahl großer Erdbeben, die in Japan während der Anseiära der Edo-Zeit auftraten. Unter ihnen verursachte das Ansei-Edo-Erdbeben 1855 den größten Schaden.

## Liste der großen Erdbeben
| Der Name des Erdbebens     | Der Name des Erdbebens | Datum         | Magnitude | Todesopfer  | Intensitätsverteilung |
| -------------------------- | ---------------------- | ------------- | --------- | ----------- | --------------------- |
| Iga-Ueno-Erdbeben 1854     | 伊賀上野地震           | 9. Juli 1854  | 7.25 MK   | 995         |                       |
| Ansei-Tōkai-Erdbeben 1854  | 安政東海地震           | 23. Dez. 1854 | 8.4 MK    | 2,000–3,000 |                       |
| Ansei-Nankai-Erdbeben 1854 | 安政南海地震           | 24. Dez. 1854 | 8.4 MK    | Viele       |                       |
| Ansei-Edo-Erdbeben 1855    | 安政江戸地震           | 11. Nov. 1855 | 6.9 MK    | 6,641       |                       |
| Hietsu-Erdbeben 1858       | 飛越地震               | 9. Apr. 1858  | 7.0       | 426         |                       |